# Starbuck Island
Starbuck Island (tidigare Volunteer Island, även Barren Island och Coral Queen Island) är en ö i Polynesien som tillhör Kiribati i Stilla havet.

## Geografi
Starbuck Island är en ö bland Line Islands och ligger cirka 830 km sydöst om huvudön Kiritimati. 
Ön är en obebodd korallö och har en areal om ca 25 km² med en landmassa om ca 16 km². Den har en längd på ca 9 km samt en bredd på ca 3,5 km och omges av flera korallrev. Den högsta höjden är på endast ca 6 m ö.h.
Starbuck Island är hemvist för en rad sjöfåglar, bland annat sottärna.

## Historia
Ön upptäcktes 1823 av brittiske Valentine Starbuck som då namngav den Volunteer island.
USA gjorde anspråk på ön 1856 men 1866 annekterades ön av Storbritannien och den införlivades 1916 i kolonin Gilbert och Elliceöarna, en del i det Brittiska Västra Stillahavsterritoriet.
Mellan åren 1870 och 1893 bröts fosfat på ön.
Den 29 maj 1975 gjordes ön till naturskyddsområdet Starbuck Island Wildlife Sanctuary.
1979 införlivades ön i den nya nationen Kiribati.